# Юнг, Томас
То́мас Юнг (англ. Thomas Young; 13 июня 1773, Милвертон, графство Сомерсет — 10 мая 1829, Лондон) — английский учёный широкого профиля: физик (один из создателей волновой теории света, ввёл понятие механической энергии и представление о модуле упругости), механик, врач (впервые описал явление астигматизма), астроном, филолог и востоковед (ввёл понятие «индоевропейские языки»).
Полиглот — владел 13 языками. Учёный секретарь Королевского общества по переписке с заграницей (1804—1829). В 1801—1803 годах был профессором Королевского института в Лондоне. С 1818 года — секретарь Бюро долгот и редактор «Морского альманаха». Занимаясь египтологией, вплотную подошёл к расшифровке древнеегипетской иероглифики, в англоязычном мире именно Юнг, а не Шампольон, считается дешифровщиком египетского письма. За широту интересов и фундаментальность вклада в науку биограф Эндрю Робинсон охарактеризовал Юнга как «последнего человека, который знал всё».
Член Лондонского королевского общества (1794), иностранный член Французской академии наук (1827; корреспондент с 1818) и Шведской королевской академии наук (1828). 

### Образование. Воспитание

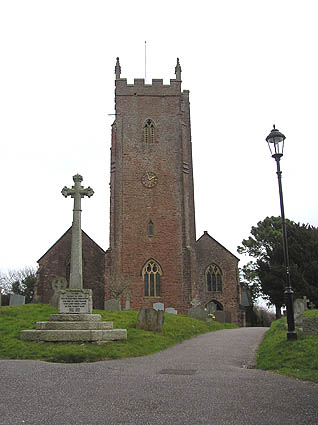
Церковь Сент-Майкл в Милвертоне

### Годы в Юнгсбери

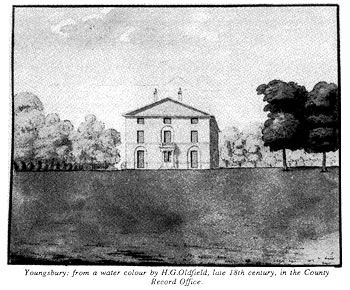
Юнгсбери в конце XVIII века. Репродукция акварели Генри Олдфилда

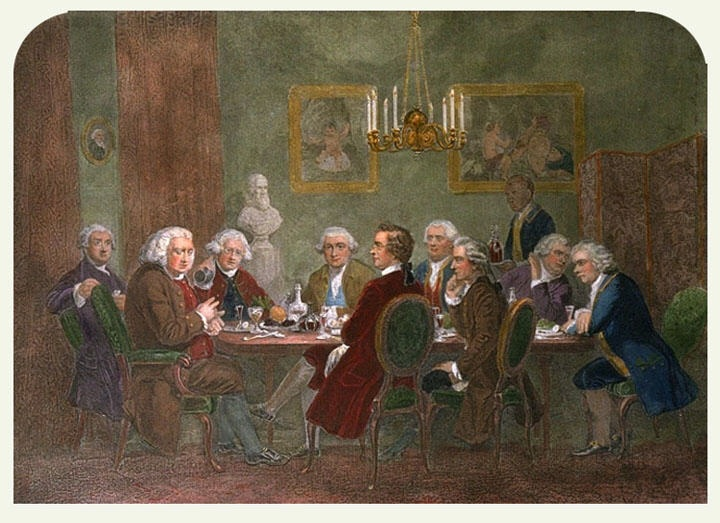
Джон Уильям Дойл. Заседание кружка доктора Джонсона, Национальная портретная галерея

### Лондон. Королевское общество

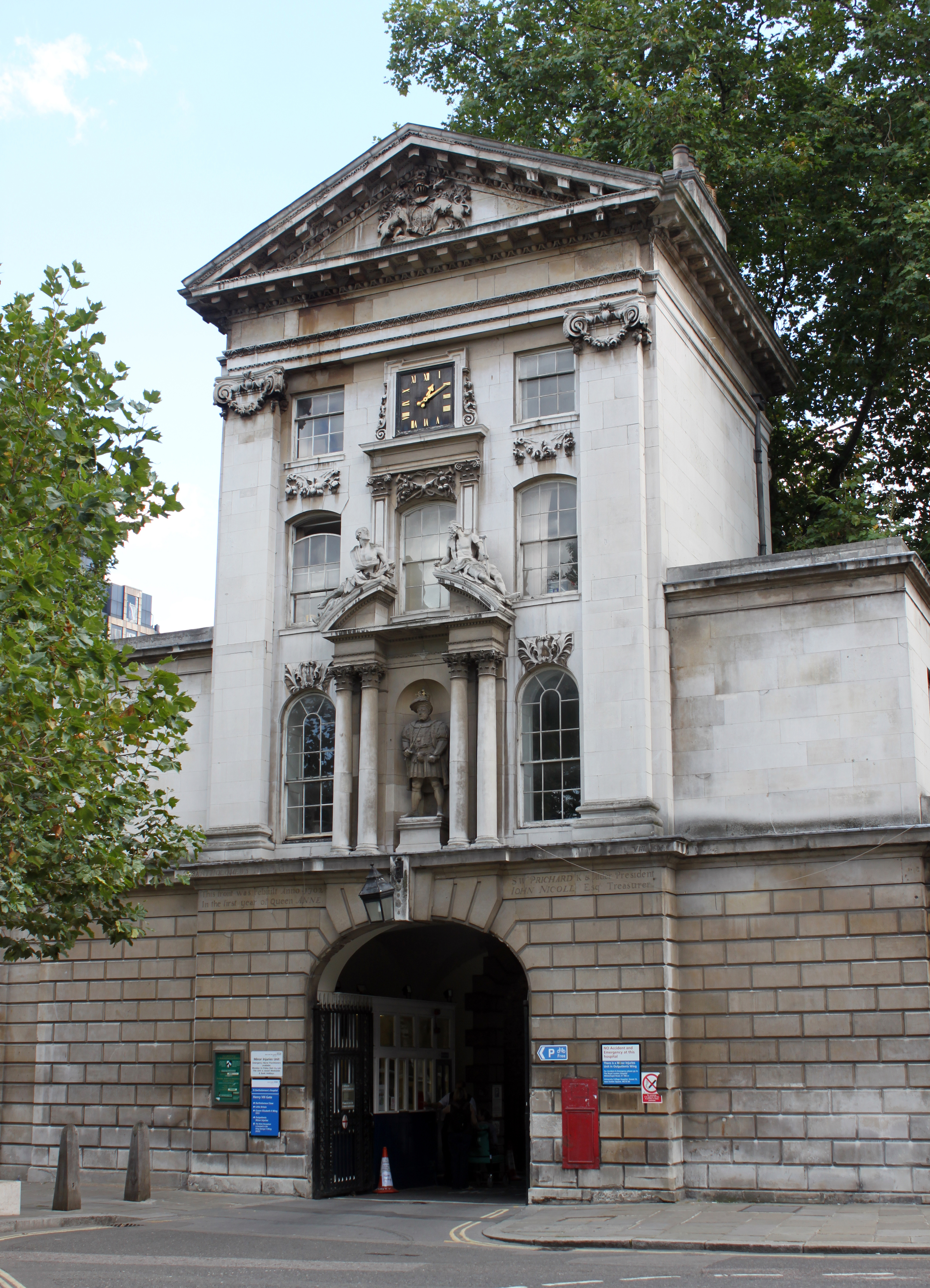
Главный вход в госпиталь св. Варфоломея с расположенной над ним статуей Генриха VIII

### Университеты Шотландии и Германии

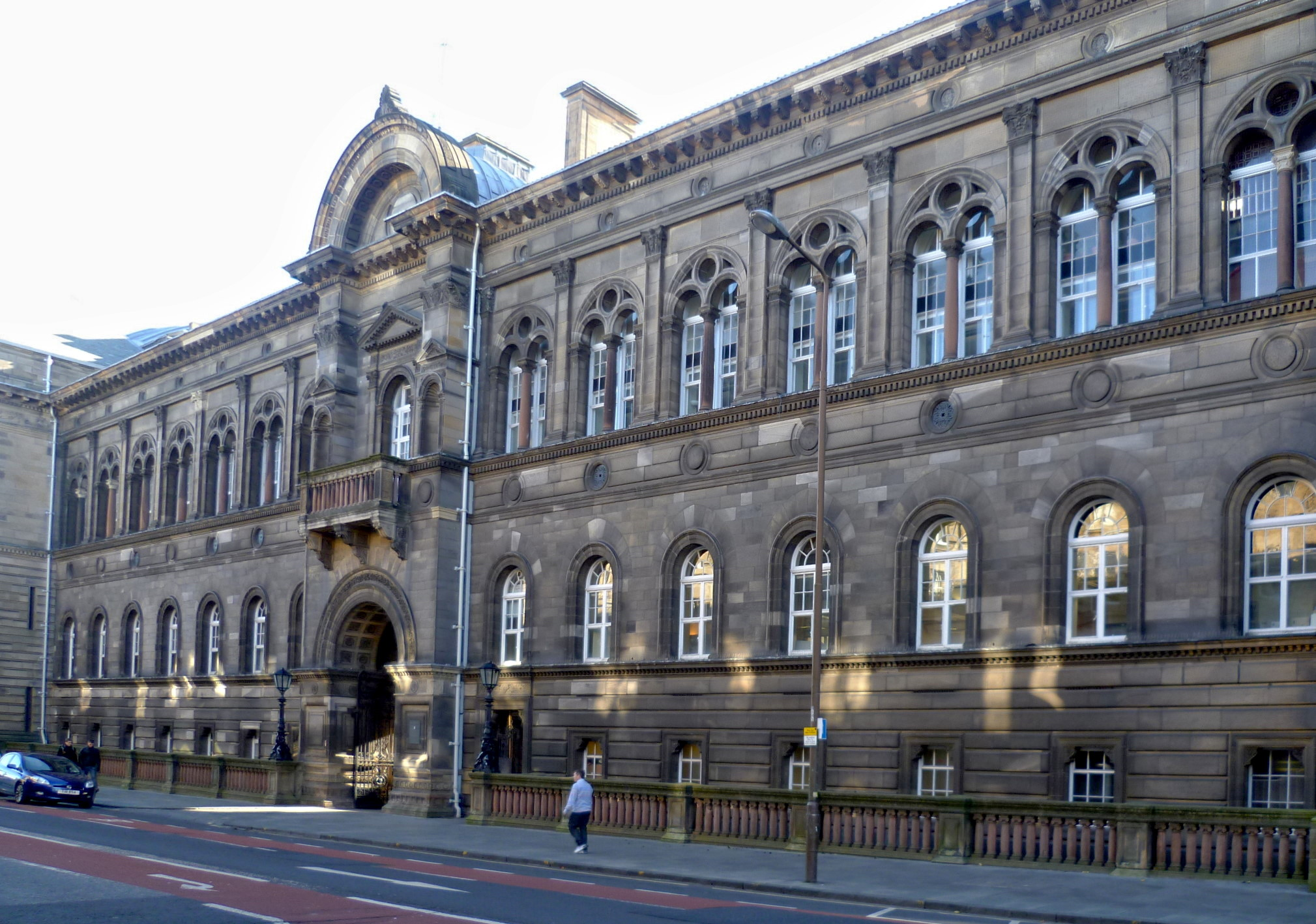
Здание медицинской школы Эдинбургского университета на площади Тевио

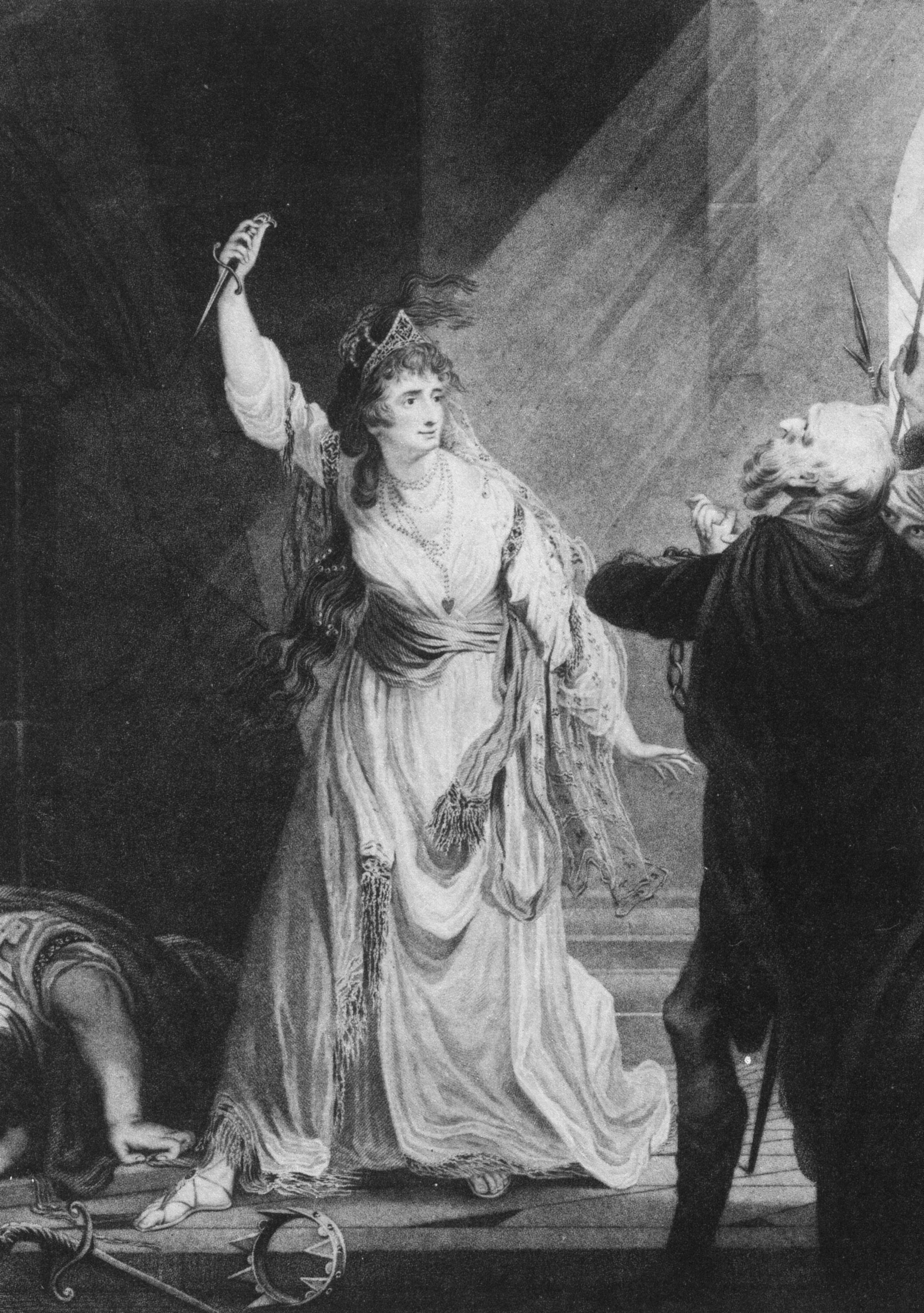
Сара Сиддонс в роли Евфрасии в «Дочери Греции» Мёрфи. Гравюра Джона Бойделла, 1784

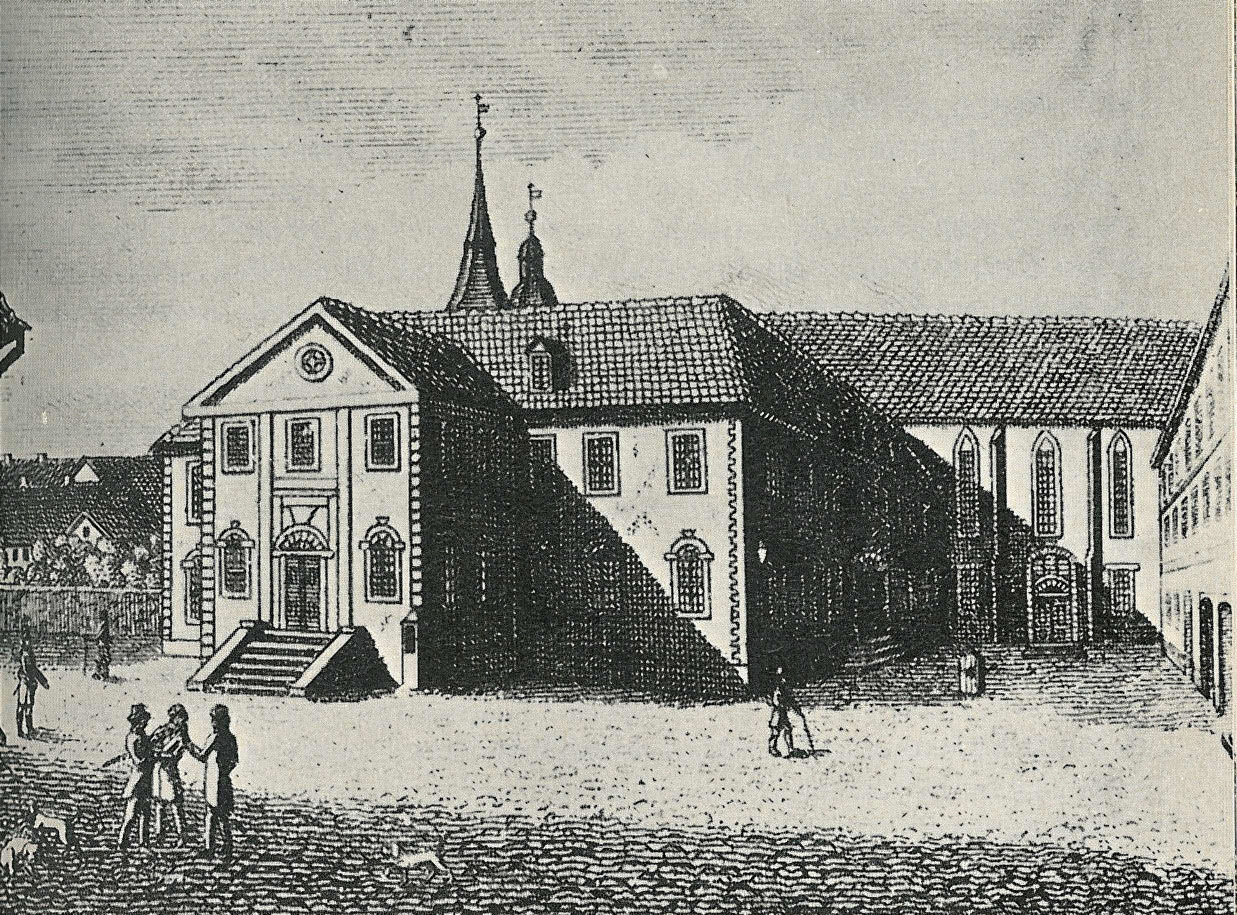
Библиотека Гёттингенского университета. Гравюра Г. Грапе, около 1815

### Кембридж. Разрыв с квакерами

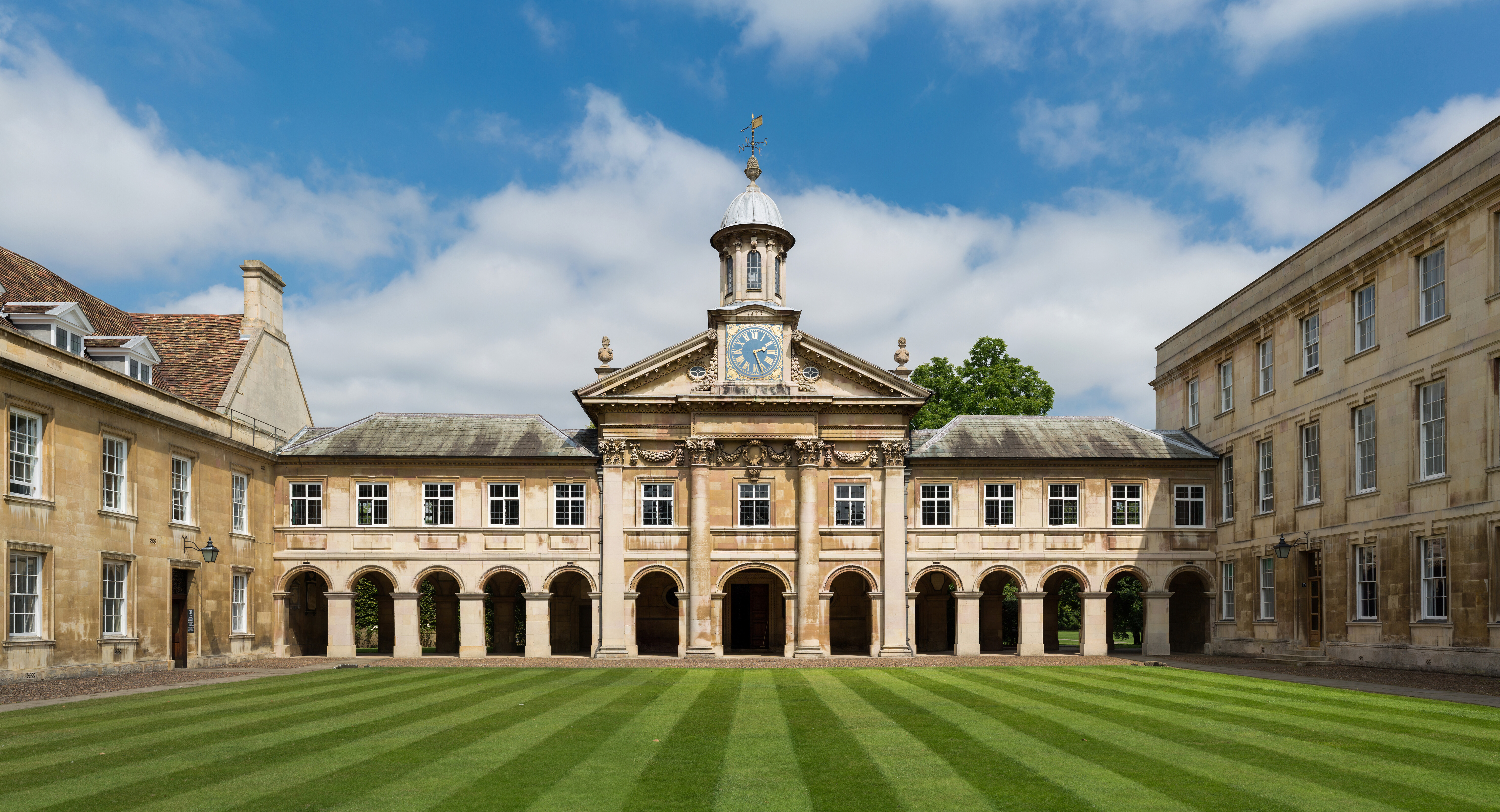
Двор Колледжа Эммануэля

## Врач и физик (1800—1815)

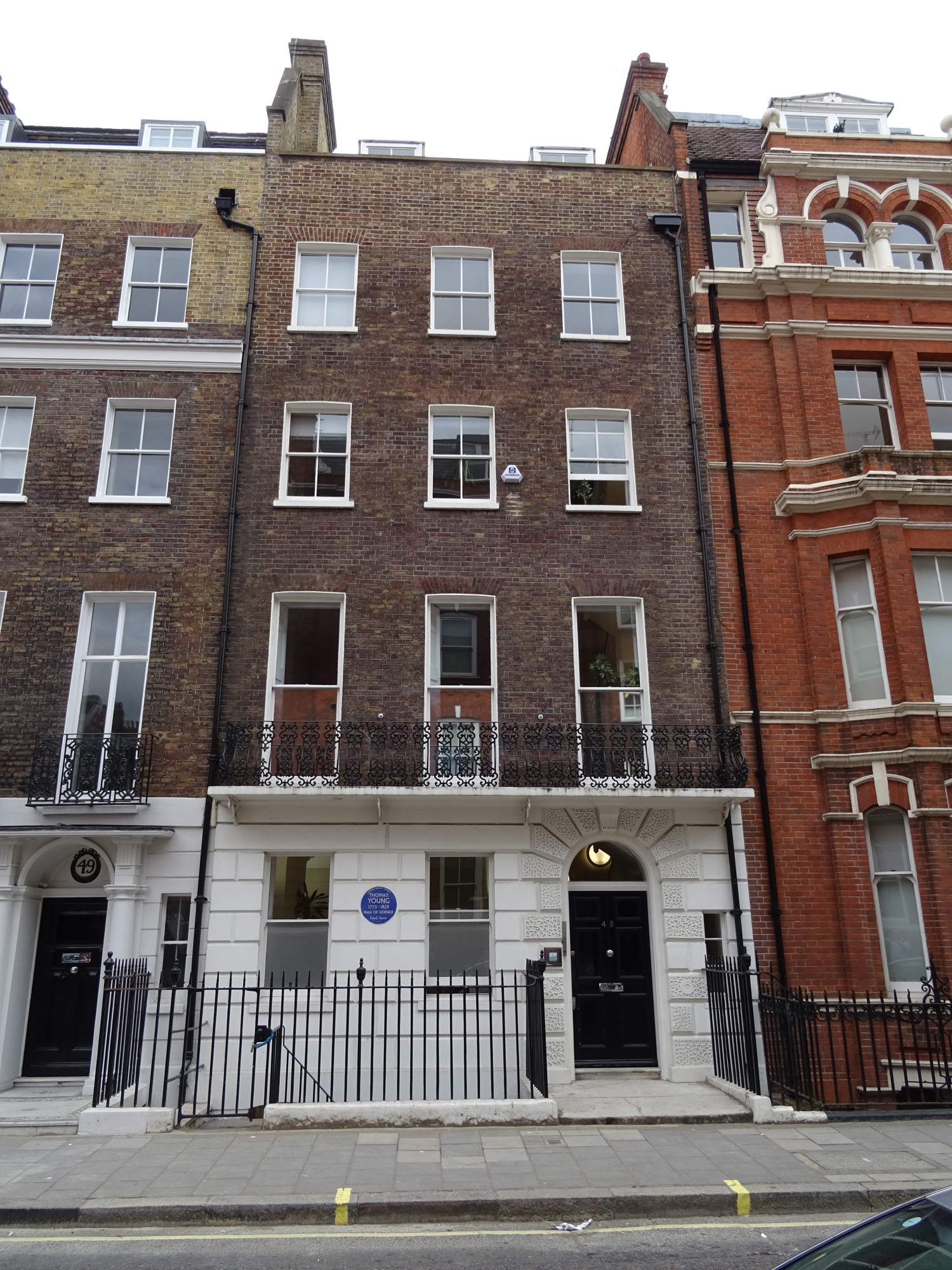
Лондонский дом Юнга на Уэлбек-стрит

## Становление (1773—1792)